# Große Moschee von Sanaa

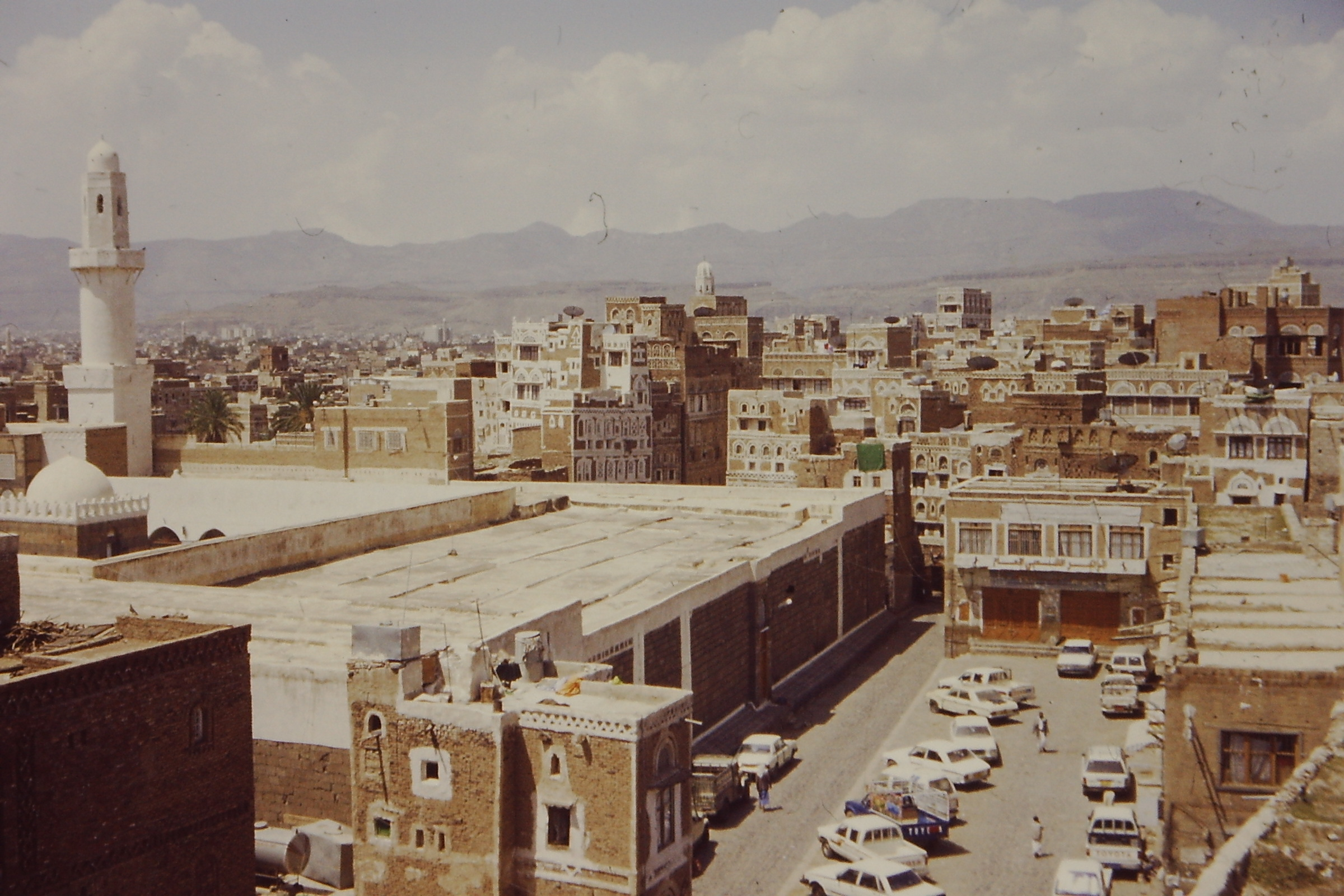
Große Moschee von Sanaa (2001)

Die Große Moschee von Sanaa (arabisch الجامع الكبير بصنعاء al-Dschāmiʿ al-Kabīr bi-Ṣanʿāʾ) ist eine Moschee in der Stadt Sanaa, der Hauptstadt des Jemen. Sie ist eine der ältesten Moscheen der Welt. Sie soll in der frühen islamischen Zeit gegründet worden sein, vermutlich im Jahr 633 auf Anweisung des Propheten Mohammed. Das genaue Baudatum ist nicht bekannt, aber die frühesten aufgezeichneten Renovierungen fanden unter Kalif al-Walid I. im frühen 8. Jahrhundert statt, was auf ein sehr frühes Baudatum schließen lässt. Die Moschee wurde Berichten zufolge zum Teil aus Spolien des Ghumdan-Palast aus der Himjaritenzeit und einer christlichen aksumitischen Kirche errichtet, die früher an dieser Stelle stand. Das Gebäude wurde im 8. Jahrhundert, im 13. Jahrhundert und in der osmanischen Zeit renoviert. Ein wichtiger archäologischer Fund waren alte koranische Manuskripte, welche 1972 entdeckt wurden.
Die Moschee ist Teil der historischen Altstadt von Sanaa, die zum UNESCO-Welterbe gehört.

## Lage

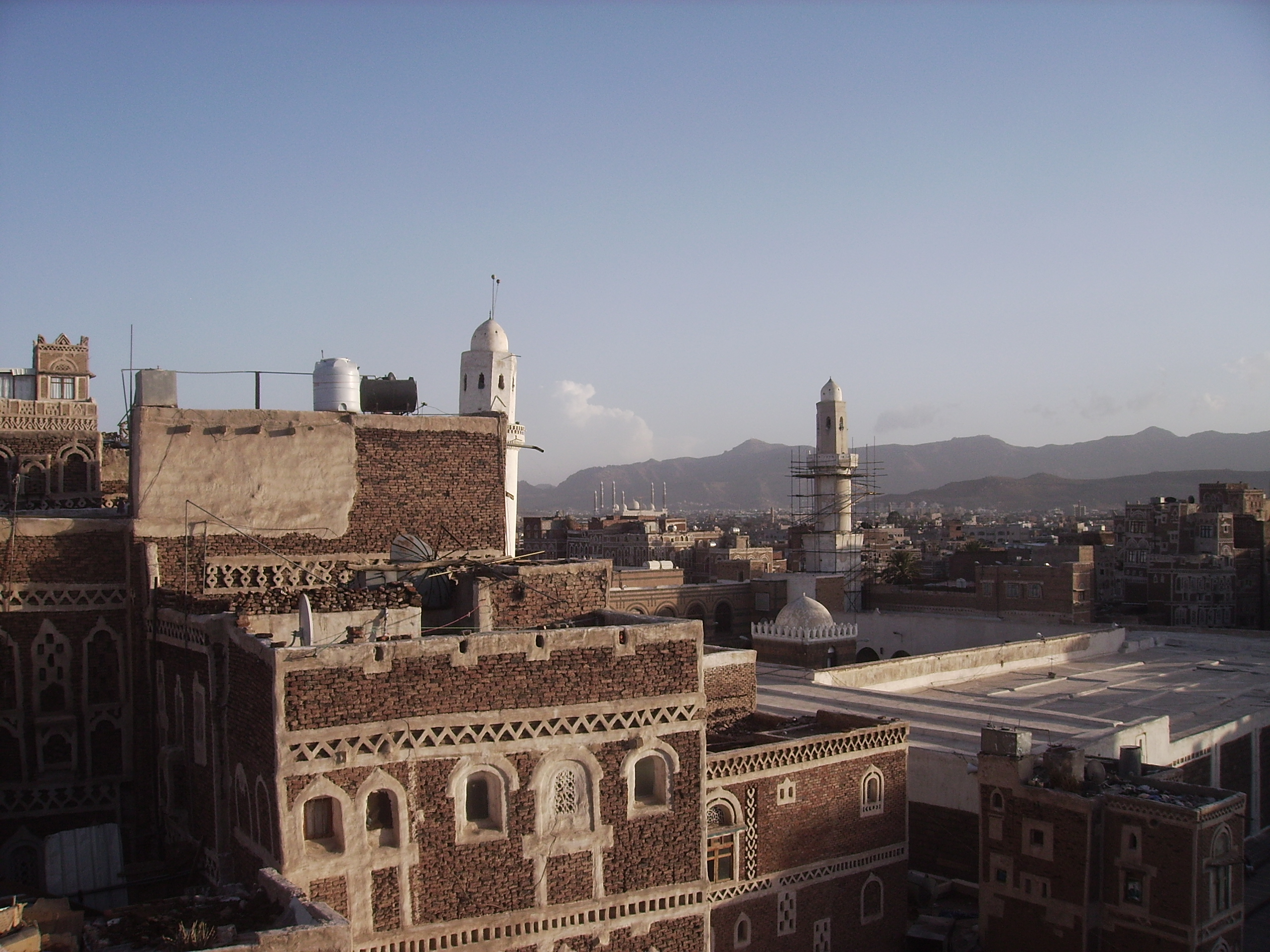
Blick auf die Moschee

Die Stadt Sanaa war das militärische Zentrum des vorislamischen Königreichs der Sabäer und ein wichtiges Zentrum für das Königreich Himyar. Die Moschee, die von Mohammed in Auftrag gegeben wurde, wurde auf den Ruinen des Ghumdan-Palastes von Saba errichtet. In späteren Jahren wurden die Stadtplanung sowie Expansion und Ausdehnung der Stadt durch den Bau der Großen Moschee und zweier weiterer Moscheen auf der Nordseite der Stadt stark beeinflusst.

## Geschichte
Nach frühen islamischen Quellen soll Mohammed um 630 n. Chr. (Jahr 6 im Islamischen Kalender) den Bau der Großen Moschee von Sanaa angeordnet haben, und die Moschee gilt als die erste Moschee, die außerhalb der heiligen islamischen Städte Mekka und Medina errichtet wurde. Die Stämme des Jemen gehörten zu den ersten Völkern, die den Islam annahmen, und der Jemen spielte in der folgenden Zeit eine wichtige Rolle bei der weiteren Verbreitung der Religion. Archäologische Funde stützen das frühe Baudatum, da die Moschee direkt über älteren Gebäuden der vorislamischen Zeit gebaut wurde. Im 7. Jahrhundert wurden die Überreste dieses vorislamischen Sanaa weitgehend zerstört, als die Stadt ein Zentrum für die Verbreitung des neuen Glaubens wurde.

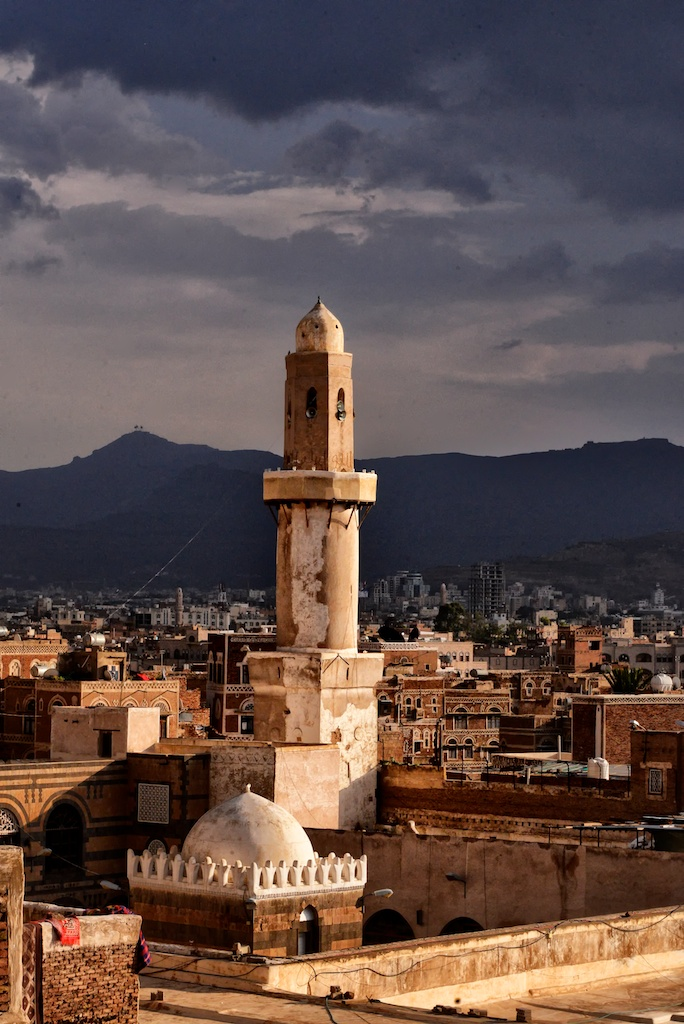
Eines von zwei Minaretten der Moschee

Von 705 bis 715 erweiterte der Umayyaden-Kalif al-Walid I. die Moschee. Eine im Innenhof der Moschee gefundene Inschrift stammt aus dem Jahr 753 n. Chr., aus der Zeit der Abbasiden. Im 9. Jahrhundert wurden nach Flutschäden Renovierungen durchgeführt und ein Minarett an der Ostseite errichtet. Im Jahre 911 wurde die Moschee nach kriegerischen Auseinandersetzungen in der Stadt erneut schwer beschädigt.
Im Jahr 1130 n. Chr. restaurierte die Sulaihiden-Königin Arwa bint Ahmad einen Großteil der Moschee. Sie war verantwortlich für die geschnitzten Decken des östlichen, westlichen und nördlichen Flügels der Moschee. Das westliche Minarett der Moschee wurde im Rahmen dieser Restaurierung errichtet.
Zu Beginn des 16. Jahrhunderts wurde die Moschee mit einem quadratischen Kuppelbau und der Pflasterung des Innenhofs renoviert.
In den Jahren 1972–73, als Archäologen unter Projektleitung von Gerd-Rüdiger Puin den Standort untersuchten, fanden sie alte koranische Manuskripte aus der Frühzeit des Islams, welche von großer Bedeutung für die Koranforschung waren. Einer der hier gefundenen Korane soll von Imam Ali verfasst oder zusammengestellt worden sein. Dieser Koran wird in der Moscheebibliothek aufbewahrt.

## Architektur
Die Große Moschee ist in einem Stil aus gestuften Steinen erbaut, der an ähnliche antike abessinischen Steinarbeiten von Axum anknüpft. Die Holzdecken aus Lacunari-Holz sind geschnitzt und bemalt. Der zentrale Innenhof hat eine Länge von 80 Metern und eine Breite von 60 Metern, wobei die Gebetshallen in Nord-Süd-Richtung angeordnet sind. Die dreischiffigen Hallen in Ost-West-Richtung wurden mit Materialien aus der vorislamischen Zeit gebaut, die aus anderen Gebieten mitgebracht wurden. Im Innenhof befindet sich ein Kuppelbau aus dem 16. Jahrhundert. Es handelt sich um ein osmanisches Gebäude, das der Ka'ba in Mekka ähnelt. Dieses Gebäude diente zunächst als Schatzkammer der Moschee und später als Aufbewahrungsort für den Waqf und beherbergt eine Bibliothek und andere alte Manuskripte.

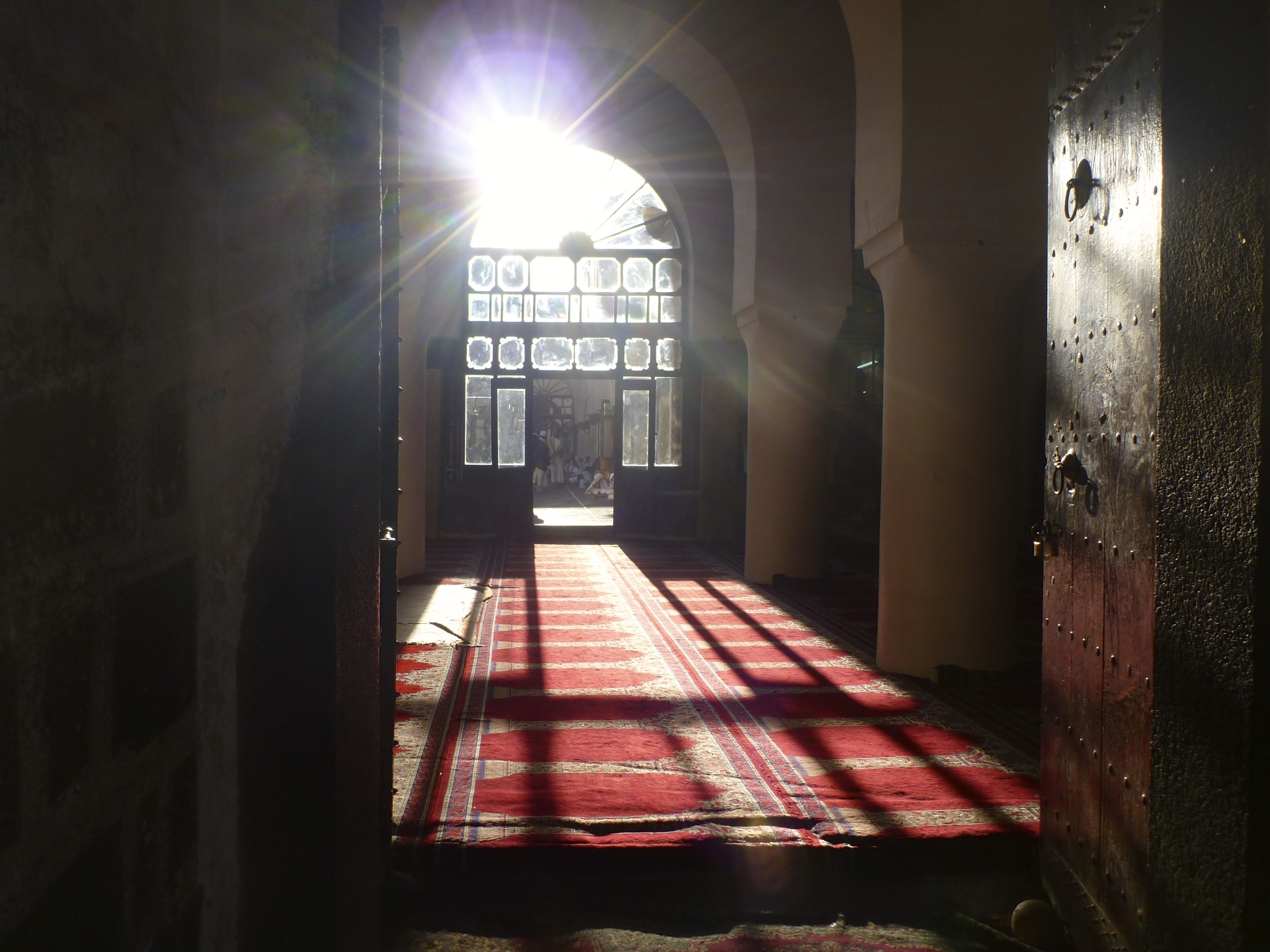
Innenansicht der Moschee

Es wird angenommen, dass die inneren Steinarkaden der Flachdächer der Moschee Architekturmerkmale der Axumiten sind, was durch die Tatsache belegt wird, dass das Axumitische Reich seine größte Kathedrale innerhalb der Stadt Sanaa errichtete und dass Überreste dieser Kathedrale sowie des Ghumdan-Palastes und christlicher und jüdischer Kultstätten in die Große Moschee integriert worden sind. Ein weiterer Hinweis für diesen Zusammenhang ist eine Inschrift in der vorislamischen Sprache der Region, Sabäisch, in einer wiederverwendeten steinernen Bogenstütze, die auf eine Verbindung zur axumitischen Architektur hindeutet.
Das westliche Minarett, das während der Restauration von Königin Arwa bint Ahmad errichtet wurde, ähnelt denen der Moscheen, die im gleichen Zeitraum in Kairo gebaut wurden, was auf ihre engen Verbindungen zu den Fatimiden in Ägypten zurückzuführen ist.

## Erhaltung der Stätte
Die Große Moschee steht auf der Liste des UNESCO-Weltkulturerbes und wurde 1986 mitsamt von 103 Moscheen, 14 Hammame und über 6.000 Häusern von Sanaa aufgenommen, die alle vor dem elften Jahrhundert erbaut wurden. Die Erhaltung der Großen Moschee, die von außergewöhnlichem religiösem und historischem Wert ist, wurde von der UNESCO unterstützt. Die Analyse der Schäden, die die Moschee im Laufe der Jahrhunderte erlitten hat, umfasst Hinweise auf Überschwemmungen, Regenfälle, Bodensenkungen, alte elektrische Leitungen und Anschlüsse, Grundwassereinbrüche, Vandalismus und Kriege sowie baufällige alte Gebäude neben der Moschee.
2003 eingeleitete Reparatur- und Wartungsarbeiten wurden in mehreren Phasen durchgeführt. In jüngerer Zeit wurde die Altstadt von Sanaa durch den Bürgerkrieg im Jemen und häufige Überflutungen bedroht.